# Aeroportul Municipal Raton
Aeroportul Municipal Raton (IATA: RTN, ICAO: KRTN, FAA LID: RTN) este un aeroport din New Mexico, Statele Unite ale Americii ce deservește zona Raton. Aeroportul a fost tranzitat în 2019 de 18 pasageri. A fost numit după zona deservită.
Situat la o altitudine de 1.936 m, aeroportul dispune de 2 piste.

## Infrastructură

### Piste
Aeroportul dispune de 2 piste. Pista 02/20 are suprafața de asfalt și dimensiunile 7.620 picioare × 75 picioare. Pista 07/25 are suprafața de asfalt și dimensiunile 4.404 picioare × 75 picioare. 